# Ентерпрајз (округ Морган, Јута)
Ентерпрајз (енгл. Enterprise, Morgan County) насељено је место без административног статуса у америчкој савезној држави Јута.

## Демографија
По попису из 2010. године број становника је 605.
| Група             | 2000.    | 2010.       |
| Белци             | 0 (0,0%) | 564 (93,2%) |
| Афроамериканци    | 0 (0,0%) | 3 (0,5%)    |
| Азијати           | 0 (0,0%) | 2 (0,3%)    |
| Хиспаноамериканци | 0 (0,0%) | 24 (4,0%)   |
| Укупно            | 0        | 605         |